# Nettie Witziers-Timmer
Jeanette Josephina Maria Witziers-Timmer, detta Nettie (Amsterdam, 22 luglio 1923 – Amsterdam, 25 gennaio 2005), è stata una velocista olandese, campionessa olimpica della staffetta 4×100 metri ai Giochi di Londra 1948.

## Biografia
Ai Giochi olimpici di Londra 1948 vinse la medaglia d'oro nella staffetta 4×100 metri con le connazionali Xenia Stad-de Jong, Gerda van der Kade-Koudijs e Fanny Blankers-Koen.

## Palmarès
| Anno | Manifestazione  | Sede   | Evento  | Risultato | Prestazione | Note |
| ---- | --------------- | ------ | ------- | --------- | ----------- | ---- |
| 1946 | Europei         | Oslo   | 4×100 m | Oro       | 47"8        |      |
| 1948 | Giochi olimpici | Londra | 4×100 m | Oro       | 47"5        |      |